# Liste des US Routes en Floride
Les US Routes en Floride sont les routes du réseau des US Routes se trouvant en Floride. Elles sont entretenues par le Florida Department of Transportation (FDOT). Avant 1993, la Floride utilisait des boucliers de couleur pour indiquer les US Routes. Il y a dix-huit US Routes.

## Liste
| Numéro | Longueur (mi) | Longueur (km) | Terminus sud / ouest                                                  | Terminus nord / est                                               | Créée | Notes                                       |
| ------ | ------------- | ------------- | --------------------------------------------------------------------- | ----------------------------------------------------------------- | ----- | ------------------------------------------- |
| US 1   | 545,03        | 877,14        | Whitehead Street / Fleming Street à Key West                          | US 1 / US 23 / US 301 / SR 4 / SR 15 à la frontière de la Géorgie | 1926  |                                             |
| US 17  | 317,07        | 510,27        | US 41 / SR 35 / SR 45 à Punta Gorda                                   | US 17 / SR 25 à la frontière de la Géorgie                        | 1926  |                                             |
| US 19  | 261,97        | 421,60        | US 41 / SR 45 / SR 55 à Memphis                                       | US 19 / SR 3 / SR 300 à la frontière de la Géorgie                | 1926  |                                             |
| US 23  | 37,66         | 60,60         | US 1 / US 17 / SR 5 / SR 15 / SR 115 / SR 139 / SR 228 à Jacksonville | US 1 / US 23 / US 301 / SR 4 / SR 15 à la frontière de la Géorgie | 1926  |                                             |
| US 27  | 496,35        | 798,80        | US 1 / SR 5 / SR 948 à Miami                                          | US 27 / SR 1 / SR 11 à la frontière de la Géorgie                 | 1926  |                                             |
| US 29  | 43,60         | 70,20         | US 90 / US 98 / SR 10A / SR 30 / SR 95 à Pensacola                    | US 29 / SR 15 / SR 113 à la frontière de l'Alabama                | 1926  |                                             |
| US 41  | 478,92        | 770,75        | US 1 / SR 5 / SR 948 à Miami                                          | US 41 / SR 7 à la frontière de la Géorgie                         | 1926  | Indiquée est–ouest entre Naples et Miami    |
| US 90  | 408,72        | 657,78        | US 90 / SR 16 à la frontière de l'Alabama                             | SR A1A / SR 212 à Jacksonville Beach                              | 1926  |                                             |
| US 92  | 181,36        | 291,88        | US 19 Alt. / SR 595 / SR 687 à St. Petersburg                         | SR A1A à Daytona Beach                                            | 1926  |                                             |
| US 98  | 670,96        | 1 079,80      | US 98 / SR 42 à la frontière de l'Alabama                             | SR A1A / SR 700 à Palm Beach                                      | 1933  | Indiquée nord–sud entre Perry et Palm Beach |
| US 129 | 87,88         | 141,43        | US 19 / US 27 Alt. / US 98 / SR 55 à Chiefland                        | US 129 / SR 11 à la frontière de la Géorgie                       | 1941  |                                             |
| US 192 | 74,75         | 120,29        | US 27 / SR 25 à Four Corners                                          | SR A1A / SR 500 à Indialantic                                     | 1926  |                                             |
| US 221 | 39,98         | 64,34         | US 19 / US 27 Alt. / US 98 / SR 55 à Perry                            | US 221 / SR 76 à la frontière de la Géorgie                       | 1930  |                                             |
| US 231 | 66,59         | 107,17        | US 98 Bus. / SR 30 / SR 75 à Panama City                              | US 231/ SR 1 à la frontière de l'Alabama                          | 1926  |                                             |
| US 301 | 269,32        | 433,42        | US 41 / SR 45 / SR 683 à Sarasota                                     | US 1 / US 23 / US 301 / SR 4 / SR 15 à la frontière de la Géorgie | 1949  |                                             |
| US 319 | 96,79         | 155,77        | US 98 / SR 30 à Apalachicola                                          | US 319 / SR 35 à la frontière de la Géorgie                       | 1933  |                                             |
| US 331 | 49,36         | 79,43         | US 98 / SR 30 / SR 83 à Santa Rosa Beach                              | US 331 / SR 9 à la frontière de l'Alabama                         | 1953  |                                             |
| US 441 | 433,05        | 696,93        | US 41 / SR 7 / SR 90 à Miami                                          | US 441 / SR 89 à la frontière de la Géorgie                       | 1926  |                                             |
|        |               |               |                                                                       |                                                                   |       |                                             |